# يو كيجيما
يو كيجيما (باليابانية: 木島 悠) (18 مايو 1986 في كوبه في اليابان – )؛ هو لاعب كرة قدم ياباني سابق كان يلعب كمهاجم.

## وصلات خارجية
- يو كيجيما على موقع رابطة كرة القدم اليابانية للمحترفين (اليابانية)
- يو كيجيما على موقع قاعدة بيانات كرة القدم.إي يو (الإنجليزية)
- يو كيجيما على موقع Soccerway.com (الإنجليزية)
- يو كيجيما على موقع عالم كرة القدم.نت (الإنجليزية)
- يو كيجيما على موقع كووورة